# 795
Раннє Середньовіччя. Почалася Епоха вікінгів. У Східній Римській імперії триває правління Костянтина VI при регентстві Ірини Афінської. Карл Великий править Франкським королівством. Північ Італії належить Франкському королівству, Рим і Равенна під управлінням Папи Римського, герцогства на південь від Римської області незалежні, деякі області на півночі та на півдні належать Візантії. Піренейський півострів, окрім Королівства Астурія, займає Кордовський емірат. В Англії триває період гептархії. Центр Аварського каганату лежить у Паннонії. Існують слов'янські держави: Карантанія, як васал Франкського королівства, та Перше Болгарське царство.
Аббасидський халіфат очолює Гарун ар-Рашид. У Китаї править династія Тан. В Індії почалося піднесення імперії Пала. У Японії триває період Хей'ан. Хозарський каганат підпорядкував собі кочові народи на великій степовій території між Азовським морем та Аралом. Територію на північ від Китаю займає Уйгурський каганат.
На території лісостепової України в VIII столітті виділяють пеньківську й корчацьку археологічні культури. У VIII столітті тривало швидке розселення слов'ян. У Північному Причорномор'ї співіснують різні кочові племена, зокрема булгари, хозари, алани, авари, тюрки, угри, кримські готи.

## Події
- Візантійський василевс Костянтин VI здобув перемогу над арабами поблизу Анусана.
- Тривають Саксонські війни. Король франків та лангобардів Карл Великий разом із союзниками ободритами та велетами спустошив землі саксів, але ободрицький князь Віцан потрапив у засідку й загинув.
- Маври розбили астурійців при Бабіасі, на Кіросі й на Налоні. Війська Кордовського емірату захопили й пограбували столицю королівства Астурія Ов'єдо.

Іспанська марка

- Карл Великий створив Іспанську марку, буферну зону між Франкським королівством та Кордовським еміратом.
- Вікінги напали на Ірландію.
- Розпочався понтифікат Лева III.

## Померли
- Адріан I, папа римський.